# 奧迪之役

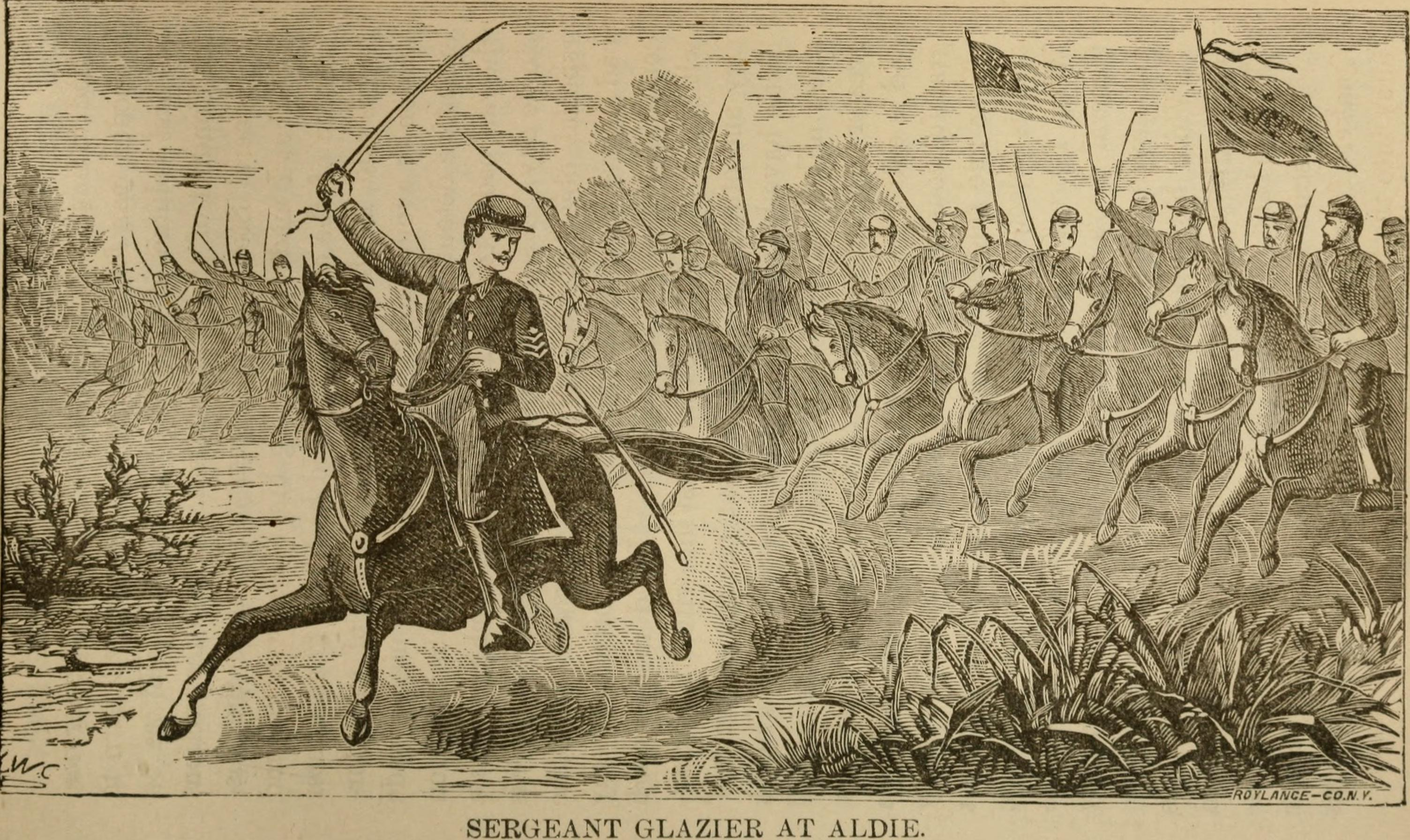
奧迪之役

奧迪之役（英語：Battle of Aldie）爆發於1863年6月17日，為美国南北戰爭蓋茨堡戰役中的一場騎兵對決。

## 戰前
6月17日清晨，湯瑪斯·曼佛德（Thomas Munford）上校率其維吉尼亞州第二及第三騎兵團從阿珀維爾（Upperville）東進穿過勞屯谷（Loudoun Valley）來到奧迪，觀察敵方活動及建築柵欄，然後向西北離開。下午四時，北方的賈森·基爾派崔克（Judson Kilpatrick）率領四支騎兵團來到奧迪，其中的麻薩諸塞州第一騎兵團離主力較遠，正在毀去曼佛德的柵欄。同時間，Williams Carter Wickham率曼佛德其餘的騎兵團趕到奧迪西部，包括維吉尼亞州第一、第四及第五騎兵團。

## 戰事
Wickham派出維吉尼亞州第五騎兵團進入奧迪，輕易擊敗了麻薩諸塞州第一騎兵團。第一騎兵團撤回主力所在；第五騎兵團則駐守原地等待Wickham及曼佛德的支援，但等不及而先離開了。此時的麻薩諸塞州第一騎兵團得到紐約州第四騎兵團的支援正進行反攻，遙遙看見正離開的南方騎兵，以為是撤退，遂加快了速度，卻遭遇第五騎兵團的狙擊手，被齊射擊退。
雙方於是投入火炮及更多騎兵於戰場。北軍發起的進攻屢屢因為狙擊手的齊射而受阻，其中麻薩諸塞州第一騎兵團更因為進退不能而覆滅，294人中失去了198人。北軍看似大勢已去，不過援兵及時趕到，擊退了南軍。
北軍305人傷亡，南軍則110至119人。